# UFC 160
 UFC 160: Velasquez vs. Pezão II  foi um evento de MMA promovido pelo Ultimate Fighting Championship, ocorrido no dia 25 de maio de 2013 no MGM Grand Garden Arena em Las Vegas, Nevada.

## Background
O evento recebeu a revanche válida pelo Cinturão Peso Pesado do UFC entre o campeão Cain Velasquez e o desafiante Antônio Pezão.
Alistair Overeem era esperado para enfrentar Júnior dos Santos no evento, porém teve que se retirar da luta devido a uma lesão. Houve muitos pedidos de fãs para Mark Hunt substituí-lo, porém o presidente do UFC Dana White anunciou em seu twitter pessoal que a luta entre Cigano e Overeem será transferida para algum evento que acontecerá no verão americano. Mas houve uma reviravolta e Júnior Cigano enfrentou mesmo Mark Hunt no evento.
Ryan Bader era esperado para enfrentar Glover Teixeira no evento, porém teve que se retirar da luta com uma lesão e foi substituído por James Te Huna.
Amir Sadollah era esperado para enfrentar Jeremy Stephens no evento, porém uma lesão o tirou do evento, sendo substituído por Nah-shon Burrell.
Gunnar Nelson era esperado para enfrentar Mike Pyle no evento, porém foi substituído por Rick Story devido a uma lesão.

## Card Oficial
Nota 1 Pelo Cinturão Peso-Pesado do UFC.

## Bônus da Noite
- Luta da Noite (Fight of the Night):  Júnior dos Santos vs.  Mark Hunt
- Nocaute da Noite (Knockout of the Night):  TJ Grant
- Finalização da Noite (Submission of the Night):  Glover Teixeira